# Sistemas de transcripción del chino
A lo largo de la historia han existido numerosos sistemas de transcripción de la lengua china, utilizados para representar la pronunciación de los caracteres chinos. La necesidad de tales sistemas de transcripción es doble: por un lado, la escritura china no es propiamente fonética, por lo que incluso en el ámbito lingüístico chino se precisa de una manera de expresar cómo se pronuncian los caracteres empleados en la lengua escrita. Por otro lado, fuera del ámbito lingüístico chino surge la necesidad de escribir nombres y términos propios de esta lengua en otros sistemas de escritura, tales como el alfabeto latino, lo cual ha llevado a la aparición de diferentes métodos para trasladar los sonidos del chino a diversos alfabetos.

## Introducción
En la actualidad, el sistema de transcripción fonética más habitual de la lengua china es el hanyu pinyin, basado en una representación en alfabeto latino de los sonidos del mandarín estándar moderno, la norma culta actual de la lengua. Este sistema responde a las dos necesidades de transcripción ya mencionadas. Por un lado, en tanto que sistema de uso oficial en la República Popular China, se utiliza para representar la pronunciación de los caracteres en las obras de referencia y diccionarios en lengua china publicados en la República Popular. Por otro lado, al estar basado en la escritura latina, su uso para transcribir los nombres chinos, promovido por el propio Estado chino, se ha acabado generalizando en las lenguas que utilizan este alfabeto, como el español y la mayoría de las lenguas europeas.
El hanyu pinyin se ha consolidado como el principal sistema de transcripción del chino en la época actual, pero no es sino uno más de muchos sistemas existentes. Hasta los años 80 del siglo XX, el método más difundido para la transcripción de nombres chinos en lenguas europeas era el sistema Wade-Giles, de origen británico. En el uso chino, antes de la promulgación del hanyu pinyin en 1958, el sistema de notación fonética más habitual en China era el zhuyin fuhao o bopomofo, que aún hoy en día es el sistema más utilizado en Taiwán. Existen también sistemas de transcripción para dialectos chinos diferentes del mandarín como el cantonés o el min.
Además de su uso como herramientas auxiliares de notación fonética, algunos de estos métodos de transcripción fueron concebidos como sistemas ortográficos completos para escribir la lengua china, de modo que pudieran reemplazar a la escritura tradicional en caracteres. Esta idea fue muy popular en la primera mitad del siglo XX, cuando aparecieron sistemas basados en el alfabeto latino como el gwoyeu romatzyh y el latinxua sin wenz. Muchos intelectuales chinos, como el escritor Lu Xun, fueron fervientes partidarios de la adopción de una escritura alfabética para el chino y en círculos reformistas se llegó a percibir la adopción de un sistema alfabético como algo inevitable. El propio sistema hanyu pinyin surgió en este contexto y se llegó a promover su uso como sistema alternativo de escritura de la lengua china. Sin embargo, el Partido Comunista de China bajo el liderazgo de Mao Zedong acabaría rechazando la idea de abolir los caracteres chinos y se decantaría por una reforma del sistema de escritura más conservadora: la simplificación de los caracteres chinos. La idea de la abolición de los caracteres y la adopción de un sistema alfabético como norma culta del chino ha caído en el olvido en la actualidad, y los sistemas de transcripción vigentes hoy en día se utilizan exclusivamente en su papel auxiliar como sistemas de notación fonética y de transcripción para el uso en otras lenguas.
En este artículo, siguiendo el uso general en Wikipedia, se utiliza el sistema hanyu pinyin para transcribir los términos chinos, salvo cuando se mencione lo contrario.

## Antiguos sistemas autóctonos para el chino clásico

### Representación de los sonidos del chino en la antigüedad
En las épocas más antiguas de la lengua china, hasta mediados del primer milenio de nuestra era, no existían descripciones fonológicas precisas de los sonidos de la lengua hablada y la única manera de indicar la pronunciación de los caracteres consistía en la comparación con caracteres homófonos. Así, en textos clásicos antiguos la aparición de caracteres poco comunes o con lecturas especializadas diferentes de las más extendidas viene acompañada con frecuencia de anotaciones que señalan que un cierto carácter se pronuncia igual que otro carácter más conocido. Esta manera simple y no sistemática de indicar la pronunciación de los caracteres adolece de una circularidad evidente, y no permite al lector actual saber cómo se pronunciaba realmente el carácter, más allá de la coincidencia en pronunciación entre dos caracteres.
Esa imprecisión fonética explica la dificultad de reconstruir los sonidos de los estadios más antiguos de la lengua china, como el lenguaje empleado en los textos clásicos de la dinastía Zhou, del I milenio a. C. Durante el siglo VI se empiezan a analizar las sílabas chinas como combinación de una consonante inicial y una parte final de la sílaba. Este análisis fonológico simple lleva a la aparición del primer sistema de representación fonética propiamente dicho: el fanqie, que se emplearía durante muchos siglos como manera convencional de indicar por escrito los sonidos de la lengua china.

### El sistemafanqie
El sistema fanqie comienza a utilizarse en tiempos de la dinastía Han Posterior y se basa en la división de las sílabas del chino en una parte inicial, por lo general una consonante, y una parte final o rima, que consta de una vocal con tono y a veces de una consonante final. Esta división en dos partes permite expresar las diferentes sílabas del chino como un producto cartesiano de un número reducido de elementos iniciales y finales, que se denotan mediante caracteres chinos utilizados meramente por su valor fonético. El nombre fanqie se deriva del uso de los caracteres fǎn (反; «invertir», «opuesto») y qiè (切, «cortar») para delimitar la representación fonética, pudiendo utilizarse ambos indistintamente. Un ejemplo de fanqie sería la representación de la pronunciación del carácter 東 como 德紅反. El 反 (fǎn) final es simplemente el delimitador que indica al lector que los dos caracteres precedentes 德紅 constituyen una representación fonética. Los dos caracteres de este ejemplo son extremadamente comunes y su significado léxico es «virtud» y «rojo», respectivamente, pero esto es irrelevante ya que su uso aquí sirve únicamente para expresar que la pronunciación del carácter 東 comienza como 德 y termina como 紅. Así, la fórmula 東德紅反 (en hanyu pinyin: dōng dé - hóng fǎn) debe interpretarse como dōng = dé + hóng. En este ejemplo se ve que aún en el mandarín actual la fórmula fanqie da una representación del sonido casi perfecta, excepto por el tono. Evidentemente, dados los muchos siglos transcurridos desde la época en que se comenzó a utilizar el fanqie, esto no siempre es así, y las anotaciones fanqie han ayudado a reconstruir la evolución de la pronunciación del chino desde el chino medio, la lengua de las dinastías Sui y Tang, hasta la época moderna.
El sistema fanqie se utilizó en el famoso diccionario de pronunciación Qieyun, compilado por Lu Fayan en el año 601. Ese diccionario, que recogía las pronunciaciones más aceptadas de los caracteres empleados en la lengua escrita, se convertiría en la principal obra normativa sobre la lectura correcta de los caracteres y sería objeto de numerosas reediciones y reelaboraciones. Durante mucho tiempo, la única versión conservada era la edición ampliada del Guangyun, compilada en el siglo XI durante la dinastía Song. Después de la Segunda Guerra Mundial, se descubrió una copia de una edición más antigua, que se remonta a la dinastía Tang. Estas obras fueron utilizadas durante siglos como referencia para consultar la pronunciación correcta de los caracteres.

## Primeros sistemas alfabéticos alóctonos

### Los mongoles y los misioneros europeos

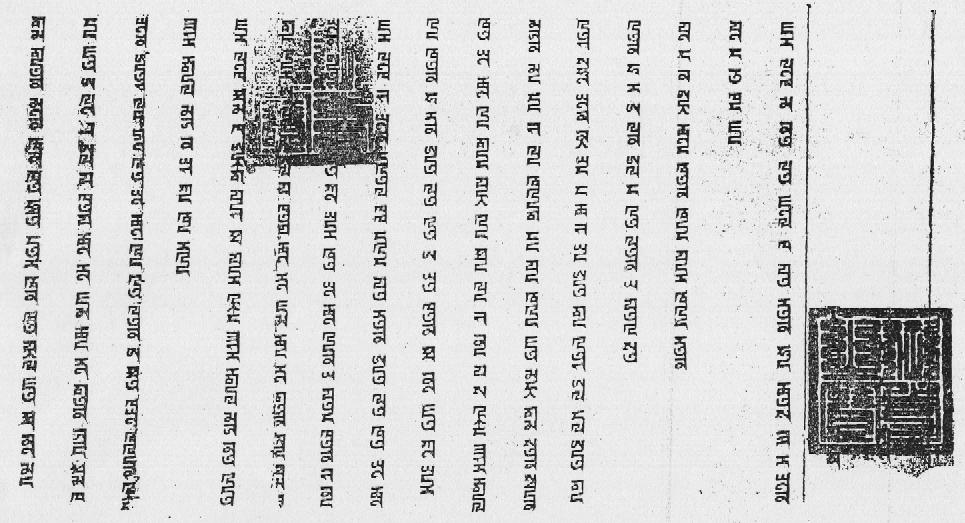
Edicto imperial de la dinastía Yuan escrito en el alfabeto de 'Phags-pa.

El vastísimo imperio mongol surgido de la expansión del Estado fundado por Gengis Kan, llegó a conquistar China, donde se establecería una de las partes en que se dividió el imperio original. La corte mongola que controló toda China asumió una identidad dinástica de estilo chino, al erigirse en la nueva dinastía Yuan, sucesora de la derrotada dinastía Song, que fue incapaz de hacer frente al poder militar mongol. Los mongoles habían adoptado la escritura uigur, pero el emperador Jubilai Jan encargó al monje tibetano 'Phags-pa que diseñara un nuevo alfabeto para escribir el mongol. Este alfabeto de 'Phags-pa, a grandes rasgos el alfabeto tibetano escrito en formato vertical, sería utilizado para escribir el mongol y también otras lenguas del imperio, como el propio chino. La escritura alfabética permitía a funcionarios mongoles que entendían el chino hablado, pero que no habían recibido una formación en los caracteres escritos, escribir y leer el chino de forma fonética. El uso del alfabeto de 'Phags-pa en la corte mongola de la dinastía Yuan fue efímero y han sobrevivido muy pocos textos originales, pero tiene una gran importancia histórica al haber sido el ejemplo más antiguo conocido de escritura fonética de la lengua china. Paradójicamente, los sistemas de escritura mongoles, tanto el uigur como el de 'Phags-pa, acabarían cayendo en desuso y en épocas posteriores se haría común el uso de caracteres chinos con valor fonético para escribir el idioma mongol, como se manifiesta en uno de los textos mongoles más conocidos, la Historia secreta de los mongoles, cuya copia más antigua conservada está escrita en caracteres chinos empleados con valor meramente fonético.
Tras ese efímero uso del alfabeto de 'Phags-pa, no se conocen intentos de escribir fonéticamente el chino hasta la llegada de los misioneros europeos en el siglo XVI. Al jesuita italiano Matteo Ricci, que introdujo el cristianismo en China, se le atribuye haber sido la primera persona que diseñó una representación sistemática de los sonidos del chino en alfabeto latino. El español Diego de Pantoja, el más estrecho colaborador de Ricci en Pekín, participó también en la elaboración de este sistema, que sería mejorado años después por el francés, también jesuita, Nicolas Trigault. Este primer sistema de representación del chino en alfabeto latino respondía a una de las necesidades ya mencionadas para la transcripción fonética del chino. Al escribir en latín y otras lenguas europeas sobre lugares y personas de China se hacía necesario transcribir al alfabeto latino los nombres y términos propios de la lengua china. Además, la descripción fonológica del chino en términos del alfabeto latino facilitaba el estudio de esta lengua para los europeos, en un momento en que comenzaban a producirse los primeros intercambios comerciales y culturales directos entre ambas civilizaciones. En el sudeste asiático, el sistema original de Matteo Ricci y Diego de Pantoja para el chino influiría en el trabajo del francés Alexandre de Rhodes, que adaptó el alfabeto latino para su uso en lengua vietnamita, creando así uno de los pocos sistemas de escritura latina utilizados en la actualidad en Asia Oriental.
Esta presencia europea en China decayó durante el siglo XVIII, después de que la dinastía Qing hubo prohibido la actividad misionera. En el siglo XIX, el declive de esta dinastía, la última de la historia imperial china, permitió de nuevo la presencia de misioneros europeos en suelo chino, especialmente en el sur. El misionero protestante británico Robert Morrison compiló un diccionario bilingüe chino-inglés, publicado en tres partes entre 1815 y 1823, en el que adoptó su propio sistema de transcripción para el chino mandarín. Otros misioneros cristianos continuaron el trabajo original de Ricci, Trigault y Morrison, ideando sistemas de transcripción no solo para el mandarín, sino también para otras variedades del chino, como el cantonés o el min del sur. Estos sistemas de transcripción sirvieron para compilar versiones chinas de la biblia en alfabeto latino, lo cual facilitaba la lectura por parte de los religiosos occidentales y su enseñanza a aquellos que eran analfabetos en la escritura ortodoxa en caracteres, que por aquel entonces constituían la inmensa mayoría de la población. Uno de estos sistemas de escritura latina, el adoptado para el dialecto min del sur de Xiamen, es aún hoy utilizado por partidarios de la normalización lingüística de la forma de min del sur hablada en Taiwán, y se utiliza por ejemplo en la versión de Wikipedia en esta variedad lingüística del chino.

### Los topónimos chinos: el sistema postal
Durante el siglo XIX, el incremento de relaciones políticas y comerciales hizo que se fueran haciendo más conocidos en Occidente los nombres de las principales ciudades y regiones de China. Muchos de ellos recibieron múltiples grafías en diferentes momentos, pero poco a poco se fueron consolidando maneras convencionales de escribir estos nombres en alfabeto latino. Estas grafías tradicionales, basadas a menudo en el mandarín, pero también en dialectos del sur, como en los casos de «Hong Kong» o «Amoy» (actualmente transcrito «Xiamen»), no constituyen un sistema de transcripción propiamente dicho, pero fueron utilizadas en la propia China por el organismo de correos a partir de 1905. Por esa razón, se suele denominar «sistema postal» a este conjunto de grafías establecidas por la tradición, y que fueron la manera habitual de representar los nombres de las ciudades y provincias de China en lenguas occidentales durante los primeros 80 años del siglo XX, hasta la generalización del hanyu pinyin. Algunos ejemplos de estas grafías tradicionales son «Chungking» (Chongqing), «Tientsin» (Tianjin), «Hangchow» (Hangzhou), «Soochow» (Suzhou), «Szechwan» (Sichuan), «Shantung» (Shandong) o «Kiangsi» (Jiangxi), así como «Peking», «Nanking» y «Canton», que en español se suelen adaptar como «Pekín», «Nankín» y «Cantón».
Al igual que ocurriría con el sistema Wade-Giles (véase sección siguiente), los topónimos del sistema postal han caído en desuso a raíz de la generalización del sistema hanyu pinyin, alentado en el ámbito internacional por el propio Estado chino desde 1979. No obstante, los nombres en el sistema postal se siguen utilizando aún hoy en medios oficiales taiwaneses para referirse a los lugares de la China continental en lenguas europeas, y también se usan aún en los nombres ingleses de muchas calles y edificios en Hong Kong, como Shantung Street o Chungking Mansions.

## Sistemas alfabéticos sistemáticos modernos

### El sistema Wade-Giles
El sistema más ampliamente utilizado durante el siglo XX, hasta los años 1980, para la transcripción de nombres chinos en Occidente fue el sistema Wade-Giles, que toma el nombre de sus dos autores, los británicos Thomas Francis Wade y Herbert Allen Giles. Ambos fueron diplomáticos en China y ocuparon sucesivamente la cátedra de lengua china en la Universidad de Cambridge. Wade escribió varias obras sobre el idioma chino, como su Peking Syllabary ("Silabario pekinés"), en la que utilizaba su propio sistema de transcripción del mandarín pekinés. El sistema de Wade sería utilizado y modificado por Herbert Allen Giles, cuya obra más importante fue el diccionario bilingüe chino-inglés publicado en Shanghái en 1892 y reeditado en Londres en 1912.
Este sistema de transcripción se sirve de un número reducido de letras del alfabeto latino, al utilizar dígrafos como ch y ts y, en particular, al representar la aspiración de consonantes mediante un apóstrofo. Esto se manifiesta en sílabas como pa y p'a, que en otros sistemas serían ba y pa, respectivamente. El uso del apóstrofo en estos casos representa el hecho de que en mandarín no existen consonantes sonoras al estilo de la b, la d o la g de la mayor parte de las lenguas europeas. Pese a la precisión fonética de este sistema, los apóstrofos y las diéresis son con frecuencia omitidos en su uso habitual para la transcripción de nombres, lo cual provoca una ambigüedad en la forma transcrita. Este uso impreciso del sistema se encuentra en la escritura convencional de muchos nombres propios, como Taipéi, que en rigor debería ser T'aipei, o taichichuan, que en rigor sería t'aich'ich'üan.
Además de su uso como herramienta de transcripción de nombres y términos chinos en el mundo occidental, en la propia China este sistema fue durante mucho tiempo el más habitual para escribir los nombres propios en alfabeto latino. Incluso después de la promulgación oficial del hanyu pinyin en 1958, los medios en lenguas extranjeras de la República Popular China y el Partido Comunista de China continuaron empleando las transcripciones Wade-Giles de los nombres propios, como en los casos de Mao Tse-tung (Mao Zedong) o Teng Hsiao-p'ing (Deng Xiaoping) hasta el año 1979, cuando se comenzaron a utilizar las transcripciones hanyu pinyin en las publicaciones y textos oficiales chinos en idiomas que utilizan el alfabeto latino. En la actualidad, las transcripciones Wade-Giles son aún habituales en los nombres y apellidos de chinos de Taiwán y las comunidades de ultramar, pero no en la propia República Popular China, donde han sido completamente remplazadas por las transcripciones hanyu pinyin. Por ello, apellidos basados en el sistema Wade-Giles como «Chang» o «Hsü», aún habituales en comunidades emigradas chinas, han pasado a transcribirse oficialmente  «Zhang» y «Xu» en la China continental.
La promoción activa del sistema hanyu pinyin por parte del Estado chino ha hecho que este sistema se haya vuelto el método mayoritario para la transcripción de nombres y términos chinos en Occidente, incluido el mundo hispanohablante, remplazando en este sentido al sistema Wade-Giles, que poco a poco ha ido cayendo en desuso.
El sistema Wade-Giles es el ejemplo más significativo de sistema de transcripción del chino diseñado por extranjeros para la didáctica del chino y para la transcripción de nombres. Otro sistema importante que se utilizó en la enseñanza del chino fue el método de transcripción de Yale, diseñado en Estados Unidos durante la Segunda Guerra Mundial para la enseñanza del chino al personal diplomático y militar enviado a China. El método de Yale para la transcripción del mandarín ha caído totalmente en desuso. Aún se utiliza, sin embargo, el sistema de Yale para la transcripción del cantonés, que es uno de los métodos más populares para la transcripción de esa variedad del chino junto con el jyutping.

### Sistemas de transcripción autóctonos: elguanhua zimu
El declive de la dinastía Qing durante el siglo XIX se reflejó en las contiendas militares en las que el régimen imperial tuvo que luchar por su supervivencia. Por un lado, el régimen se enfrentó a la cruenta guerra civil conocida como Rebelión Taiping, que puso contra las cuerdas al sistema imperial chino. A su vez, las disputas comerciales con las potencias europeas tuvieron como consecuencia las llamadas guerras del opio, que dieron lugar a tratados que aumentaban los derechos comerciales del Reino Unido y de Francia en detrimento de la soberanía china. Este declive imperial tuvo una consecuencia importante en el ámbito cultural, al favorecer la aparición de movimientos reformistas que abogaban por una transformación profunda de la sociedad y de la cultura china. El afán reformista se trasladó también al idioma; para muchos intelectuales, la debilidad política china evidenciaba un retraso tecnológico y cultural que se achacaba a la dificultad del sistema de escritura, sólo accesible a una elite reducida. En este contexto, la última década del siglo XIX y la primera del siglo XX vieron la aparición de numerosos sistemas fonéticos para escribir el chino. El propósito de los impulsores de tales sistemas oscilaba entre dos extremos: desde su uso como meras herramientas auxiliares para el estudio del sistema tradicional de escritura hasta la pretensión de que estos sistemas fonéticos remplazaran por completo a los caracteres chinos como sistema habitual de escritura.
El comienzo de estas propuestas de sistemas fonéticos puede fecharse en el año 1892, cuando Lu Zhuangzhang publicó un sistema fonético para la escritura del dialecto min del sur de Xiamen. Al sistema de Lu le seguirían muchas propuestas de estilo similar, en las que formas estilizadas o simplificadas de algunos caracteres chinos muy básicos se utilizaban con valor meramente fonético. En este sentido, estos sistemas propuestos entre el final del siglo XIX y el principio del siglo XX revelan una influencia de los silabarios japoneses hiragana y katakana, que en aquel tiempo se empleaban sobre todo como herramienta auxiliar junto a los caracteres chinos (kanji) empleados en el japonés formal.
De todos los sistemas fonéticos propuestos en estos años, sin duda el de más éxito fue el guanhua zimu («letras del mandarín») ideado por Wang Zhao y publicado en el año 1900. Este sistema representaba de una manera fonética, con símbolos bastante similares a los del katakana japonés, los sonidos del mandarín norteño. El uso de formas estilizadas de los caracteres chinos, al estilo del katakana, hacía que el aspecto estético de los textos en guanhua zimu se asemejara al de los textos en caracteres chinos, lo cual lo convirtió en un sistema mucho más popular que los métodos basados en el alfabeto latino que habían ideado los misioneros europeos. La popularidad del guanhua zimu llevó a que se publicaran más de 60 000 copias de libros en este sistema en la primera década del siglo XX. El sistema fue expandido y ampliado por Lao Naixuan para su uso en otros dialectos chinos diferentes del mandarín. Wang Zhao veía este sistema como una herramienta para el uso popular que podía coexistir con el uso formal del sistema tradicional de escritura. La postura de Wang Zhao era en este sentido bastante conservadora, y revela también la influencia del uso japonés de los silabarios auxiliares junto a los kanji de la lengua culta.
Pese a este éxito del guanhua zimu, sería finalmente otro método similar, el zhuyin fuhao, el que se convertiría en el primer sistema fonético de uso oficial en la República de China en el año 1918. A raíz de esto, el guanhua zimu, junto a los demás sistemas propuestos en este periodo, caería pronto en el olvido, y serían el zhuyin fuhao y los métodos posteriores basados en el alfabeto latino los que gozarían de más popularidad en las décadas siguientes.

### El primer sistema fonético oficial: elzhuyin fuhao
En 1918, el Ministerio de Educación de la República de China aprobaba de manera oficial el sistema de transcripción conocido en un principio como zhùyīn zìmǔ (注音字母, «alfabeto fonético»). Este sistema suponía la culminación de las diferentes propuestas de sistemas de transcripción que habían comenzado con el método de Lu Zhuangzhang mencionado en la sección anterior. Su adopción oficial por el Ministerio de Educación lo convirtió, además, en el primer sistema de transcripción fonética de la lengua china que contaba con el respaldo oficial de las autoridades políticas. En una época en que muchos reformistas proponían la abolición del sistema de escritura tradicional, las autoridades dejaron claro en su promulgación oficial que el uso de este sistema debía limitarse a la anotación fonética de los caracteres chinos, nunca a su sustitución. Precisamente para enfatizar este carácter auxiliar del sistema, en 1930, el nombre «alfabeto fonético» fue remplazado por el de zhùyīn fúhào (注音符號, «símbolos fonéticos»). A este sistema se le conoce también con el nombre coloquial de bopomofo, que alude a la pronunciación de los cuatro primeros símbolos (ㄅㄆㄇㄈ). 
El sistema zhuyin fuhao se basaba únicamente en el dialecto mandarín que el nuevo Estado republicano chino promocionaba como lengua nacional. Como otros sistemas de este estilo, se adoptaron formas simplificadas de caracteres chinos muy simples con un valor puramente fonético para representar los sonidos iniciales y finales de las sílabas del chino. La primera versión del sistema de 1918 incluía rasgos fonológicos del mandarín sureño de Nankín, como el tono entrante (rùshēng, 入聲). Ese complejo sistema fonológico basado en una suerte de compromiso entre el mandarín sureño de Nankín y el norteño de Pekín, que formaba la base del diccionario de 1919 Guóyīn zìdiǎn (國音字典, «Diccionario de la pronunciación nacional»), fue abandonado en 1932, cuando se decidió que la pronunciación normativa de la lengua nacional se basaría exclusivamente en el dialecto pekinés. Esto llevó a la supresión de algunos de los símbolos del sistema, que no tenían correspondencia en la fonología del pekinés.
Tras la subida al poder del Partido Comunista de China en 1949, la nueva República Popular China continuó utilizando el sistema zhuyin fuhao en los libros de texto y obras de referencia hasta la promulgación, en 1958, del nuevo sistema hanyu pinyin, basado en el alfabeto latino. Aun así, muchos diccionarios publicados en la República Popular China, han seguido mostrando las transcripciones zhuyin fuhao junto a las formas hanyu pinyin para beneficio de quienes se educaron antes de la introducción del pinyin.
En la actualidad, el zhuyin fuhao cointinúa siendo el principal método de transcripción de los sonidos del chino en Taiwán, donde los diccionarios y libros de texto para niños utilizan siempre este sistema.

### Sistemas de romanización ideados en China:gwoyeu romatzyhylatinxua sin wenz

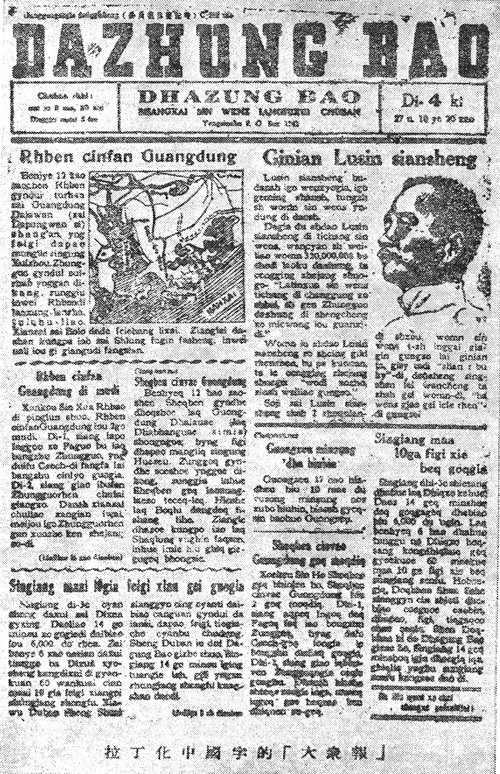
Ejemplar del periódico Dazhung bao, de 1932, escrito íntegramente en latinxua sin wenz

En la primera mitad del siglo XX surgieron además dos sistemas de escritura fonética del chino basados en el alfabeto latino. Aunque el uso de un alfabeto claramente extranjero y ajeno a la tradición cultural china suscitaba el rechazo de amplios sectores de la sociedad, el carácter internacional del alfabeto latino y los muchos medios técnicos disponibles para su uso, tales como imprentas o máquinas de escribir, hicieron que los reformistas más ávidos de una transformación radical de la escritura china se decantaran por este tipo de sistema. 
Los dos sistemas basados en el alfabeto latino que surgieron durante la tercera década del siglo XX fueron el gwoyeu romatzyh, propuesto en 1926 y el latinxua sin wenz, propuesto en 1929. Ambos sistemas están estrechamente vinculados a los dos grandes movimientos ideológicos que articularon la vida política china durante la época republicana. El gwoyeu romatzyh fue diseñado por los lingüistas Lin Yutang y Y. R. Chao, afines al gobierno nacionalista del Kuomintang. De hecho, este método se convirtió en el sistema oficial de transcripción latina de la República de China en 1928. Pese a este respaldo oficial, el sistema nunca pasó de tener un uso muy restringido, como una mera versión alternativa para uso extranjero del zhuyin fuhao. Por su parte, el sistema rival latinxua sin wenz tuvo más éxito, ya que se llegaron a publicar diarios y libros en él. Este sistema estaba estrechamente vinculado al movimiento comunista chino y a su entonces líder Qu Qiubai. Mientras que el gwoyeu romatzyh estaba basado exclusivamente en la "lengua nacional" basada en el mandarín norteño, el latinxua sin wenz tuvo versiones diversas para varios dialectos chinos. El sistema se desarrolló en un principio en la Unión Soviética, donde se publicó una primera versión en 1929 y se empezó a utilizar entre comunidades emigradas chinas.
La diferencia más importante entre ambos sistemas, aparte de sus orígenes ideológicos, consiste en el tratamiento diferente que se da a los tonos de las sílabas del chino. Los promotores del latinxua sin wenz no veían la necesidad de indicar los tonos en la representación alfabética, pues consideraban que estos eran fácilmente deducibles del contexto. Frente a esta idea, el gwoyeu romatzyh incorporaba la estructura tonal en la propia representación alfabética de la lengua, de tal modo que sílabas que sólo se diferenciaban en el tono asumían escrituras diferentes, como en el caso de guo, gwo, guoo y guoh, que correspondían a un único guo en el latinxua sin wenz.
Tras la victoria del Partido Comunista de China en la guerra civil china, partidarios de ambos sistemas trabajarían en el comité que daría lugar a un nuevo sistema de transcripción de estilo latino: el hanyu pinyin.

### La fonetización del chino tras la proclamación de la República Popular: elhanyu pinyin
En 1949, tras el final de la guerra civil china, el Partido Comunista de China liderado por Mao Zedong asumió el poder en la nueva República Popular. Las reformas lingüísticas ocupaban un lugar destacado en las prioridades de las nuevas autoridades del país y ya en 1949, antes del final de la guerra, los dirigentes del Partido Comunista establecieron un Comité para la Reforma Lingüística, que debía acometer tres tareas fundamentales: la simplificación de los caracteres chinos, reforma que entonces muchos veían como una etapa de transición hacia la adopción definitiva de un sistema fonético; la promoción del mandarín estándar como lengua nacional y la definición de una ortografía fonética para el chino. En lo que respecta a este último punto, entre 1950 y 1956 se llegaron a presentar numerosas propuestas de sistemas fonéticos. Inicialmente, el presidente Mao Zedong era partidario de un sistema que, al estilo del zhuyin fuhao, estuviera basado en símbolos autóctonos chinos. Así lo hizo saber en repetidas ocasiones y en la Unión Soviética durante su reunión histórica con Stalin. Sin embargo, en 1952, ante la insistencia del presidente del Comité para la Reforma Lingüística Wu Yuzhang, Mao aceptó finalmente que el nuevo sistema fonético oficial utilizara el alfabeto latino, dando la espalda a los intelectuales que veían ese alfabeto como una seña de identidad del imperialismo occidental. Una vez desechadas las ideas de utilizar símbolos autóctonos o incluso el alfabeto cirílico (recomendado por el lingüista soviético G. P. Serdychenko), los esfuerzos se centraron en establecer la correspondencia entre las letras del alfabeto latino y los sonidos del chino mandarín pekinés, base del «habla común» (pǔtōnghuà) del nuevo Estado chino, que, en realidad, coincidía con la «lengua nacional» (guóyǔ) promovida por el anterior régimen nacionalista. En estas discusiones participaron partidarios de los dos grandes sistemas de transcripción al alfabeto latino de la época nacionalista, el gwoyeu romatzyh y el latinxua sin wenz, por lo que el sistema final presenta algunas soluciones de compromiso entre ambos sistemas. Así, por ejemplo, en el tratamiento de los tonos de las sílabas chinas, el nuevo modelo fonético adoptaba marcas diacríticas sobre las vocales, descartando tanto la incorporación de los tonos como letras completas, rasgo característico del gwoyeu romatzyh, como la omisión completa de los tonos propia del latinxua sin wenz.
El nuevo sistema se publicó en el Diario del Pueblo el 12 de febrero de 1956 como «modelo fonético del chino (proyecto)», 汉语拼音方案（草案） / hànyǔ pīnyīn fāng'àn (cǎo'àn). El 10 de octubre de 1956 se estableció un comité para preparar la redacción definitiva del proyecto para su aprobación legal. Dicho comité contaba con 16 miembros y estaba presidido por el escritor Guo Moruo y vicepresidido por Zhang Xiruo y Hu Qimu. En total, entre abril de 1956 y octubre de 1957 se celebraron diez reuniones para discutir y revisar algunos aspectos del sistema hasta acordar la descripción definitiva de la nueva ortografía fonética latina. Finalmente, a principios de 1958, el «modelo fonético del chino» (hànyǔ pīnyīn fāng'àn) fue presentado ante la V Sesión de la I Asamblea Popular Nacional de la República Popular China, que lo aprobó formalmente el 11 de febrero de 1958. El texto de la resolución definitiva recogía los dos puntos fundamentales sobre el uso que debía hacerse de la ortografía latina: para anotar la pronunciación de los caracteres y para contribuir a la difusión del mandarín estándar o «habla común» (pǔtōnghuà).
La redacción definitiva del texto de la resolución dejaba claro que las autoridades habían desechado ya la idea original de que el nuevo sistema fonético hubiera de ser una ortografía completa para la lengua china que pudiera llegar a eliminar el uso de los caracteres chinos. Durante la V Sesión de la I Asamblea Popular Nacional esto fue enfatizado por el propio primer ministro chino Zhou Enlai, en un discurso en el que estableció los objetivos básicos de la política lingüística ensalzando la promoción del mandarín y la simplificación de caracteres y declarando que el hanyu pinyin solamente tendría una función auxiliar:

En primer lugar, debe decirse claramente que el «modelo fonético del chino» (hànyǔ pīnyīn fāng'àn) ha de utilizarse para la anotación fonética de los caracteres y para promover el mandarín estándar (pǔtōnghuà). En ningún caso se utilizará como sistema de escritura fonético en sustitución de los caracteres.
Zhou Enlai, discurso ante la Conferencia Consultiva Política del Pueblo, 10 de enero de 1958

A partir de ese momento el nuevo sistema, cuyo nombre se abrevia por lo general como hanyu pinyin o simplemente pinyin, reemplazó al antiguo zhuyin fuhao en los materiales escolares con los que se enseñaba la lectura en las escuelas primarias. Asimismo, los diccionarios publicados en la China continental pasaron a ordenar los caracteres chinos según el orden alfabético de las transcripciones pinyin. En el ámbito del uso público, se hizo obligatorio por ley que las etiquetas de los productos comerciales utilizaran el pinyin junto a los caracteres. De esa manera, se promovía el conocimiento de la ortografía fonética y se facilitaba la lectura a las personas que no hubieran alcanzado una alfabetización satisfactoria en la lectura de los caracteres.
Durante la época de la Revolución Cultural (1966 - 1976), el pinyin cayó en descrédito. Los guardias rojos, defensores de la ortodoxia maoísta, apoyaron con entusiasmo la simplificación de caracteres, pero no el uso del alfabeto latino, que veían como impropio de la cultura china. Esto condujo a una reducción en el uso público del pinyin.
Tras el fallecimiento de Mao Zedong, con el final definitivo de la Revolución Cultural y la encarcelación de la Banda de los Cuatro, volvería a potenciarse el conocimiento del pinyin, aunque ya nunca se volvería a proponer la idea de que pudiera llegar a sustituir a la escritura en caracteres. Es en esta época cuando el pinyin pasó a ser utilizado para la transcripción de nombres de personas y lugares en lenguas occidentales. El 26 de septiembre de 1978 se aprobaba la ley por la que el pinyin pasaba a utilizarse para transcribir al alfabeto latino los nombres de lugares y de personas. Hasta entonces, los textos en lenguas extranjeras publicados en la propia China habían seguido utilizando las transcripciones Wade-Giles, como «Mao Tse-tung» o «Teng Xiao-p'ing», así como las grafías postales para las provincias y ciudades de China. A partir de ese momento, las publicaciones en lenguas extranjeras de la República Popular pasaron a utilizar las grafías pinyin en todos estos casos. «Mao Tse-tung» pasó a ser «Mao Zedong» y la capital «Pekín» se convirtió en «Beijing» en todos los textos publicados en China en lenguas como el inglés o el español. Además de normativizar su uso interno, el Estado chino promovió la adopción del pinyin como estándar internacional. Ya en septiembre de 1977 las Naciones Unidas habían recomendado el uso del pinyin para los topónimos chinos y el 15 de junio de 1979 las Naciones Unidas adoptaban el pinyin como única norma de transcripción de topónimos y antropónimos chinos en todas las publicaciones de este organismo internacional. El 1 de agosto de 1982 se aprobaba el documento ISO-7098, con lo que la Organización Internacional para la Estandarización (ISO) establecía una norma internacional para el pinyin.
En cuanto a sus características, el sistema pinyin hace un uso más extenso de las consonantes del alfabeto latino que otros sistemas como el Wade-Giles. La diferencia entre consonantes aspiradas y no aspiradas, indicada mediante un apóstrofo en Wade-Giles, se expresa mediante pares de consonantes diferentes como d/t, b/p y g/k. Las letras j, q y x se utilizan para las consonantes palatales, que solamente pueden ir seguidas de las vocales i y ü y que se trataban como alófonos de otras consonantes en sistemas como el gwoyeu romatzyh o , en el caso de la j y la q, el Wade-Giles. Otra característica del sistema consiste en que vocales i y u se escriben yi y wu cuando forman sílabas completas. Asimismo, estas dos vocales i y u se transforman en y y w en posición inicial de diptongo, de modo que iou se escribe you, uei se escribe wei y uen se escribe wen. La vocal ü se escribe yu cuando forma sílaba por sí sola y el diptongo üe se escribe como yue. Este uso de la y y la w sirve para evitar ambigüedad respecto a los límites silábicos en palabras como rènwù  o mǎyǐ. Cuando son las letras a y o las que aparecen en posición inicial, la ausencia de consonante se indica mediante un apóstrofo, únicamente cuando la sílaba va unida a la precedente, tal como ocurre en nombres como «Xi'an» o «Tian'anmen». Además, las combinaciones «iou», «uei» y «uen» (you, wei y wen como sílabas completas) se simplifican como «iu», «ui» y «un» cuando siguen a una consonante, de modo que se escribe, por ejemplo, liu en vez de *liou, dui en vez de *duei, y sun en vez de *suen. Además, la vocal ü (yu como sílaba completa, similar a la ü alemana o a la u francesa) pierde también la diéresis por convención gráfica cuando sigue a las consonantes palatales j, q y x, de modo que se escribe yu, ju, qu y xu en lugar de *yü, *jü, *qü y *xü. Esta simplificación de la diéresis es posible debido a que la vocal u (como en la sílaba wu) no aparece nunca detrás de y, j, q y x, pero debe recordarse que la pronunciación corresponde siempre a ü en estos casos.

### La transcripción del chino en Taiwán
Al final de la guerra civil china en 1949, la administración del régimen nacionalista del Kuomintang y su líder Chiang Kai-shek se refugiaron en la isla de Taiwán, donde se ha mantenido el antiguo régimen chino. Esta situación de independencia de facto de la isla de Taiwán frente al régimen comunista de la China continental ha hecho que Taiwán se haya mantenido al margen de la política lingüística de la República Popular. Las autoridades de la República de China en su nueva realidad geográfica taiwanesa continuaron la política oficial de promoción del mandarín pero rechazaron por completo la simplificación de caracteres que se llevó a cabo en el continente chino. En lo que respecta a la transcripción del chino, el zhuyin fuhao o bopomofo se ha mantenido como sistema oficial para la anotación fonética de los caracteres chinos en diccionarios y libros de texto. Aún hoy en día los niños en Taiwán continúan aprendiendo a leer el mandarín mediante los símbolos del bopomofo.
En lo que respecta a la transcripción al alfabeto latino, las autoridades han optado por lo general por una política poco intervencionista. Los nombres de persona en Taiwán se transcriben según la elección de cada persona. Muchos taiwaneses utilizan la transcripción Wade-Giles de su nombre, como el antiguo presidente Chiang Ching-kuo, mientras que otros utilizan el antiguo sistema oficial gwoyeu romatzyh, como el actual presidente Ma Ying-jeou. También, al igual que ocurre en Hong Kong, es habitual la adopción de nombres de pila ingleses, como en el caso del líder del Partido Democrático Progresista Frank Hsieh, que utiliza el nombre inglés «Frank» junto a la transcripción Wade-Giles de su apellido.
La cuestión del respaldo oficial de un sistema de transcripción latino ha dado lugar a controversias a lo largo de los años. Después de 1949, se mantuvo el estatus oficial del gwoyeu romatzyh, aunque su uso se restringió a algunos manuales de lengua china para extranjeros. Debido a la dificultad de este sistema, con su compleja ortografía tonal, en 1986 se adoptó una versión modificada de ese sistema que eliminaba la ortografía tonal, adoptando signos diacríticos para los tonos como en el hanyu pinyin. A este sistema se le denominó Símbolos fonéticos del mandarín II (MPS II, en sigla inglesa), pues se consideraba un segundo estilo de transcripción complementario del principal, que era el zhuyin fuhao. El MPS II llegó a utilizarse en algunos diccionarios, siempre junto al zhuyin fuhao, pero fue reemplazado en el año 2002 por un nuevo sistema latino oficial: el tongyong pinyin. La adopción de este sistema ha estado rodeada de controversia. La crítica principal que se le ha hecho es que la adopción internacional del hanyu pinyin promovido por China condena a la irrelevancia a cualquier sistema alternativo taiwanés. La introducción del tongyong pinyin ha estado muy vinculada al Partido Democrático Progresista y a la administración del presidente Chen Shui-bian, hasta el año 2008 en el poder. Por el contrario, el partido Kuomintang ha optado por el uso del hanyu pinyin en las zonas bajo su administración, como la capital Taipéi, donde tradicionalmente ha controlado la alcaldía.